# Delhaize Groep
Delhaize Groep was een internationale voedingsdistributeur gevestigd in België die in 2016 samen met Koninklijke Ahold NV is gefuseerd tot Ahold Delhaize NV.

## Activiteiten
De Delhaize Groep was actief op het gebied van voedingsdistributie in zeven landen, België, Luxemburg, Verenigde Staten, Griekenland, Roemenië, Servië en Indonesië. In deze landen heeft het bedrijf zo’n 3.400 winkels en werken zo’n 150.000 medewerkers. In de Verenigde Staten werkten bijna 97.000 mensen en in België ruim 16.000.
De Verenigde Staten zijn met een jaaromzet van €13,4 miljard in 2014, dat is 63% van de totale omzet van de groep, de grootste markt. Delhaize Groep is vooral aanwezig langs de Amerikaanse oostkust met Delhaize America dat de banners Food Lion, Hannaford en Sweetbay uitbaat. België is de historische thuismarkt hier had Delhaize Groep 880 winkels. In 2014 had Delhaize België een aandeel van 23% in de totale groepsomzet. In Zuidoost-Europa is Delhaize actief in Griekenland, Roemenië en Servië. Hier werd 14% van de totale omzet in 2014 gerealiseerd. In Griekenland staan de winkels bekend als Alfa Beta.

## Fusie met Ahold
Op 24 juni 2015 werd bekendgemaakt dat Delhaize Le Lion / De Leeuw gaat fuseren met Koninklijke Ahold, dit zal halverwege 2016 afgerond zijn. Het bedrijf gaat Ahold Delhaize NV heten en het hoofdkantoor komt in Nederland te liggen. De huidige CEO van Ahold, Dick Boer, wordt topman van het Ahold Delhaize. Op papier is het een fusie van gelijken, maar de aandeelhouders van Ahold krijgen 61% en die van Delhaize de overige 39% van de aandelen waarbij de juridische entiteit van Delhaize opgaat in die van Ahold. Samen behaalden ze in 2014 een omzet van €54 miljard en een nettowinst van 1 miljard euro. Ahold Delhaize hebben samen 375.000 medewerkers en 6500 winkels. Beide bedrijven halen meer dan 50% van de omzet in Verenigde Staten. De geografische overlap van de ketens is gering en na de fusie is Ahold Delhaize in alle Amerikaanse staten aan de oostkust aanwezig. Op 14 maart 2016 stemden de aandeelhouders van Ahold en Delhaize in met de voorgenomen fusie. Na het samengaan ontstaat een supermarktconcern dat in Europa qua grootte de vierde plek inneemt en in de VS de vijfde plek. De fusie moet medio 2016 worden afgerond. Een dag later kregen Ahold en Delhaize groen licht van de Belgische toezichthouder voor de fusie. Met de Belgische goedkeuring zijn alle mededingingsrechtelijke procedures in Europa afgerond. Na toestemming van de Amerikaanse toezichthouder FTC werd de fusie op zaterdag 23 juli 2016 beklonken.

## Resultaten
De omzet van de Delhaize Groep ligt al sinds 2010 rond hetzelfde niveau ondanks de stijging van het aantal winkels. De marges staan wel onder druk hetgeen men terugziet in het dalende bedrijfsresultaat en nettoresultaat over deze periode.
| Jaar | Omzet            | Bedrijfsresultaat | Nettoresultaat | Aantal winkels | Aantal werknemers |
| ---- | ---------------- | ----------------- | -------------- | -------------- | ----------------- |
| 2010 | € 20.850 miljoen | € 1024 miljoen    | € 574 miljoen  | 2800           | 139.000           |
| 2011 | € 19.519 miljoen | € 775 miljoen     | € 472 miljoen  | 3408           | 160.000           |
| 2012 | € 20.514 miljoen | € 574 miljoen     | € 105 miljoen  | 3451           | 158.000           |
| 2013 | €20.593 miljoen  | € 537 miljoen     | € 179 miljoen  | 3534           | 161.000           |
| 2014 | € 21.361 miljoen | € 423 miljoen     | € 89 miljoen   | 3468           | 152.000           |